# Jeux interdits
Jeux interdits (pt: Brincadeiras Proibidas; br: Brinquedo Proibido ou Jogos Proibidos) é um filme francês de 1952, do gênero drama de guerra, dirigido por René Clément e com roteiro escrito por Pierre Bost e Jean Aurenche.

## Sinopse
Em junho de 1940, durante a ocupação nazista, um comboio civil é metralhado. Paulette, uma menina de cinco anos, fica órfã e começa a vagar pelo campo, levando nos braços o corpo de seu cachorro. Ela encontra uma fazenda, onde é acolhida, e conhece Michel, um garoto de dez anos. Juntos eles enterram o cachorro.

## Elenco
- Georges Poujouly.... Michel Dollé
- Brigitte Fossey.... Paulette
- Amédée.... Francis Gouard
- Laurence Badie.... Berthe Dollé
- Suzanne Courtal.... Madame Dollé
- Lucien Hubert.... Dollé
- Jacques Marin.... Georges Dollé
- Pierre Merovée.... Raymond Dollé
- Louis Saintève.... padre

## Principais prêmios e indicações
- Oscar de melhor filme estrangeiro em 1953 (prêmio honorário).
- Leão de Ouro de melhor filme no Festival de Veneza em 1952.
- Melhor filme estrangeiro no Círculo dos Críticos de Cinema de Nova Iorque em 1952.
- BAFTA de Melhor Filme em 1954
- Prêmio Bodil de 1954 na categoria de Melhor filme europeu.